# Vojtěch Smrž
Vojtěch Smrž (* 20. leden 1997, Česko) je český fotbalový záložník, v současné době hrající za Bohemians Praha 1905.

## Klubová kariéra

### Mládežnické roky
Smrž je odchovancem Karviné.

### MFK Karviná

#### 2016/17
Do prvního týmu Karviné se dostal postupně přes mládež a rezervní týmy. Premiéru v dresu "áčka" si odbyl v prvoligovém utkání v listopadu 2016 proti pražské Spartě. V dané sezóně nakonec Smrž nastoupil do 4 ligových zápasů, zvládl také nastoupit do jednoho utkání MOL Cupu.

#### 2017/18
V následující sezóně zatím stále nabíral zkušenosti a v průběhu celého ročníku nastoupil do pěti ligových utkání a do třech zápasů MOL Cupu, branku nevstřelil.

#### 2018/19
V novém ročníku už dostával Smrž větší prostor na trávníku a vybojoval si stabilnější místo v sestavě. V rámci nejvyšší soutěže odehrál 27 ligových zápasů, ve kterých vstřelil dvě branky. V MOL Cupu pak nastoupil do dvou utkání bez vstřelené branky.

#### 2019/20
Pravidelné zápasové vytížení pokračovalo i v další sezóně v dresu Karviné. Ligových zápasů odehrál Smrž 27, vstřelil jednu branku. V rámci MOL Cupu pak odehrál další dva zápasy.

#### 2020/21
Také ročník 2020/21 znamenal pro Smrže pravidelné zápasové vytížení. K 13. únoru 2021 nastoupil do 15 ligových zápasů, odehrál také další dvě utkání v MOL Cupu, ve kterém si připsal svou první branku v národním poháru.

## Klubové statistiky
- aktuální k 13. únor 2021

| Tým         | Sezona  | Liga   | Liga   | Pohár  | Pohár  | Evropské poháry | Evropské poháry |
| Tým         | Sezona  | Zápasy | Branky | Zápasy | Branky | Zápasy          | Branky          |
| ----------- | ------- | ------ | ------ | ------ | ------ | --------------- | --------------- |
| MFK Karviná | 2016/17 | 4      | 0      | 1      | 0      | -               | -               |
| MFK Karviná | 2017/18 | 5      | 0      | 3      | 0      | -               | -               |
| MFK Karviná | 2018/19 | 27     | 2      | 2      | 0      | -               | -               |
| MFK Karviná | 2019/20 | 27     | 3      | 2      | 0      | -               | -               |
| MFK Karviná | 2020/21 | 15     | 0      | 2      | 1      | -               | -               |
| Celkem      | Celkem  | 78     | 5      | 10     | 1      | 0               | 0               |